# 劉易斯鎮區 (阿肯色州斯科特縣)
劉易斯鎮區（英語：Lewis Township）是位於美國阿肯色州斯科特縣的一個行政鎮區。

## 地方資料
劉易斯鎮區的面積為104.11平方千米，當中陸地面積為103.62平方千米，而水域面積為0.49平方千米。根據2010年美國人口普查的數據，當地共有人口1390人，而人口密度為每平方千米13.35人。